# 新乡北站
新乡北站是一个京广铁路上的铁路车站，原名潞王坟站，位于河南省新乡市凤泉区，建于1905年，目前为三等站，邮政编码为453011。办理整车货物发到及专用线业务。